# Kenneth D. McKellar
Kenneth D. McKellar (Richmond, 1869. január 29. – Memphis, 1957. október 25.) az Amerikai Egyesült Államok szenátora (Tennessee, 1917–1953).